# Morainvilliers
Morainvilliers és un municipi francès, situat al departament d'Yvelines i a la regió de Illa de França. L'any 2007 tenia 2.387 habitants.
Forma part del cantó de Verneuil-sur-Seine, del districte de Saint-Germain-en-Laye i de la Comunitat urbana Grand Paris Seine et Oise.

## Demografia

### Població
El 2007 la població de fet de Morainvilliers era de 2.387 persones. Hi havia 793 famílies, de les quals 128 eren unipersonals (60 homes vivint sols i 68 dones vivint soles), 243 parelles sense fills, 390 parelles amb fills i 32 famílies monoparentals amb fills.
La població ha evolucionat segons el següent gràfic:
Habitants censats

### Habitatges
El 2007 hi havia 870 habitatges, 809 eren l'habitatge principal de la família, 13 eren segones residències i 48 estaven desocupats. 805 eren cases i 48 eren apartaments. Dels 809 habitatges principals, 676 estaven ocupats pels seus propietaris, 105 estaven llogats i ocupats pels llogaters i 28 estaven cedits a títol gratuït; 28 tenien una cambra, 27 en tenien dues, 49 en tenien tres, 99 en tenien quatre i 607 en tenien cinc o més. 711 habitatges disposaven pel capbaix d'una plaça de pàrquing. A 245 habitatges hi havia un automòbil i a 545 n'hi havia dos o més.

### Piràmide de població
La piràmide de població per edats i sexe el 2009 era:
| Homes | Edats   | Dones |
| ----- | ------- | ----- |
| 0     | 95 o +  | 0     |
| 0     | 90 a 94 | 0     |
| 4     | 85 a 89 | 12    |
| 8     | 80 a 84 | 8     |
| 8     | 75 a 79 | 8     |
| 32    | 70 a 74 | 40    |
| 44    | 65 a 69 | 28    |
| 24    | 60 a 64 | 52    |
| 76    | 55 a 59 | 44    |
| 104   | 50 a 54 | 104   |
| 112   | 45 a 49 | 112   |
| 112   | 40 a 44 | 76    |
| 104   | 35 a 39 | 108   |
| 36    | 30 a 34 | 68    |
| 52    | 25 a 29 | 40    |
| 57    | 20 a 24 | 56    |
| 72    | 15 a 19 | 72    |
| 96    | 10 a 14 | 72    |
| 100   | 5 a 9   | 92    |
| 100   | 0 a 4   | 44    |

## Economia
El 2007 la població en edat de treballar era de 1.596 persones, 1.062 eren actives i 534 eren inactives. De les 1.062 persones actives 994 estaven ocupades (547 homes i 447 dones) i 68 estaven aturades (30 homes i 38 dones). De les 534 persones inactives 138 estaven jubilades, 189 estaven estudiant i 207 estaven classificades com a «altres inactius».

### Ingressos
El 2009 a Morainvilliers hi havia 795 unitats fiscals que integraven 2.351,5 persones, la mediana anual d'ingressos fiscals per persona era de 34.866 €.

### Activitats econòmiques
Dels 159 establiments que hi havia el 2007, 2 eren d'empreses extractives, 1 d'una empresa alimentària, 6 d'empreses de fabricació d'altres productes industrials, 23 d'empreses de construcció, 38 d'empreses de comerç i reparació d'automòbils, 2 d'empreses de transport, 5 d'empreses d'hostatgeria i restauració, 9 d'empreses d'informació i comunicació, 3 d'empreses financeres, 11 d'empreses immobiliàries, 36 d'empreses de serveis, 15 d'entitats de l'administració pública i 8 d'empreses classificades com a «altres activitats de serveis».
Dels 32 establiments de servei als particulars que hi havia el 2009, 4 eren tallers de reparació d'automòbils i de material agrícola, 1 autoescola, 5 paletes, 4 guixaires pintors, 2 fusteries, 2 lampisteries, 4 electricistes, 2 empreses de construcció, 1 perruqueria, 2 restaurants, 4 agències immobiliàries i 1 saló de bellesa.
Dels 6 establiments comercials que hi havia el 2009, 1 era un supermercat, 1 una botiga de menys de 120 m², 1 una sabateria, 1 una botiga de mobles, 1 una botiga de material de revestiment de parets i terra i 1 un drogueria.
L'any 2000 a Morainvilliers hi havia 9 explotacions agrícoles.

## Equipaments sanitaris i escolars
L'únic equipament sanitari que hi havia el 2009 era una farmàcia.
El 2009 hi havia 2 escoles maternals i 2 escoles elementals.

## Poblacions més properes
El següent diagrama mostra les poblacions més properes.